# Urbán Tamás
Urbán Tamás (Szatmárnémeti, 1945. július 6. –) magyar fotóriporter.

## Életpályája
Szülei Urbán Gusztáv és Szabó Ilona voltak. 1964-ben Debrecenben érettségizett. A BME-n folytatott hangmérnöki tanulmányokat, majd ezeket félbehagyva jelentkezett a színművészeti főiskola operatőri szakára, ahová nem jutott be. Felvették viszont a MÚOSZ Újságíró Iskolájára, ahol Keleti Éva és Féner Tamás voltak a tanárai. Részt vett a Balmazújvárosi Alkotótelep tevékenységében. Főleg bűnügyekkel foglalkozik.
1961-től fényképez, mestere Kotroczó István, a Magyar Ifjúság fotóriportere volt. 1969–1972 között a Pest Megyei Hírlap fotóriportere. 1972–1990 között az Ifjúsági Magazin munkatársa volt. 1976-ban egyik alapító tagja a Fiatal Fotóművészek Stúdiójának. 1990-től Hamburgban a Stern magazinnak dolgozott. 1994-től a Blikk című napilap fotóriportere. 2008-tól a Nemzeti Kulturális Alap, majd Soros-ösztöndíjasként a Rendőrségi Fotó történetét kutatja.

## Magánélete
1974-ben házasságot kötött Szél Jutka újságíróval. Két gyermekük született, Ádám (1976), aki szintén fotográfus lett, és Orsolya (1978) újságíró.

## Egyéni kiállításai
- 1975 • Three Hungarian Photographers [Féner Tamással, Korniss Péterrel], Beloit College, Beloit • Üzenet Aszódról, Budapest (zártkörű)
- 1980 • Szimfónia az életért, Semmelweis Orvostudományi Egyetem, Budapest
- 1983 • Napjaink népbetegségei, Fényes Adolf Terem, Budapest
- 1984 • Gyermekeink egészsége – jövőnk gazdagsága (zártkörű), Egészségügyi Minisztérium
- 1985 • Lesz-e gyümölcs a fán? Budapest (zártkörű)
- 1986 • Lesz-e gyümölcs a fán…? Miskolci Fotógaléria
- 1987 • 100 éves a magyar mentés [Kertész Gáborral], Szolnok • Mentők, Fotóművészeti Galéria, Budapest (kat.) • Jelenidő, Gödöllői Galéria, Gödöllő (kat.)
- 1989 • A rácson túl, Ernst Múzeum, Budapest
- 1995 • „Hogy kevesebb legyen az áldozat”, Blaha Lujza téri aluljáró, Budapest
- 2000 • „Értelmetlenül” Urbán Ádámmal közösen, Nyugati téri aluljáró, Budapest
- 2009 • „Börtöntemetők”[1]

## Képei, fotói
- 50 óra a forradalom városában (1989)
- Határnyitás 0 órakor
- A fotográfia születésnapja

## Könyvei
- Mentők; FG, Bp., 1987 (Galéria füzetek)
- Fotóriportok / Photo Essays 1975–1995; Intera, Bp., 1999
- Felesleges Pillangó. 30 évvel később; Robert Capa Kortárs Fotográfiai Központ, Bp., 2020

## Díjai, elismerései
- WHO (Genf) nagydíj (1988)
- a sajtófotó-pályázat díja (1996)
- MFSZ Életmű-díj (2007)
- Szent György-érdemjel [2]
- Fotóriporteri Életműdíj (2018) [3]
- Aranytoll (2019) [4]